# Mornai Tea Estate
Mornai Tea Estate eller Mornai Tehave i Assam, Indien, blev købt af Lars Olsen Skrefsrud – og i mange år drevet af The Indian Home Mission to the Santals (Santalmissionen). Plantagen er 5 km² med 430 hektar tebuske.
Oluf Eie var i en årrække bestyrer af tehaven.

## Eksterne links
- Mornai Tehaves historie (Webside ikke længere tilgængelig).
- Mornai Teplantage stadig i fare for konkurs Arkiveret 7. juni 2007 hos  Wayback Machine.
- Svindel sætter hjælpearbejde på spil.

26°21′46.7″N 89°53′50.0″Ø / 26.362972°N 89.897222°Ø